# Wald östlich Freckenhorst
Koordinaten: 51° 55′ 35″ N, 8° 0′ 42″ O
Das Naturschutzgebiet Wald östlich Freckenhorst liegt auf dem Gebiet der Stadt Warendorf im Kreis Warendorf in Nordrhein-Westfalen. Das rund 49,3 ha große Gebiet, das im Jahr 1999 unter der Schlüsselnummer WAF-050 unter Naturschutz gestellt wurde, erstreckt sich südlich der Kernstadt Warendorf und östlich des Warendorfer Stadtteils Freckenhorst. Östlich des Gebietes verläuft die B 475.